# Nobunaga Concerto
Nobunaga Concerto (信長協奏曲?, Nobunaga Kontseruto) è un manga scritto e disegnato da Ayumi Ishii, pubblicato sulla rivista Monthly Shōnen Sunday di Shogakukan dal maggio 2009. In Italia è inedito.
Dal manga sono stati tratti una serie anime, prodotta e trasmessa da Fuji TV dal luglio al settembre 2014, un dorama andato in onda dall'ottobre al dicembre 2014 e sempre prodotto da Fuji TV e un film live-action, uscito a dicembre 2015.

## Trama
Dopo una caduta Saburō, uno svogliato studente delle superiori, subisce un salto temporale trovandosi nel passato, nell'epoca Sengoku. Qui incontra un giovane Oda Nobunaga, il futuro condottiero unificatore del Giappone e dall'aspetto identico a lui. Nobunaga, stanco e in fuga dalla noiosa vita di corte, chiede a Saburō di prendere il suo posto.
Per trovare un modo per tornare nel presente, Saburō inizia la sua vita da Oda Nobunaga con il compito di unificare il Giappone, cercando di non alterare la storia.

## Personaggi

### Protagonisti
Saburō (サブロー?)
Doppiato da Mamoru Miyano
Studente delle superiori che si trova improvvisamente nel periodo Sengoku. Incontra Oda Nobunaga, identico nell'aspetto, e ne prende il posto su sua richiesta, iniziando la conquista del Giappone e per trovare un modo per ritornare nel presente.
Oda Nobunaga (織田信長?)
Doppiato da Yūki Kaji
È il vero Oda Nobunaga, che fugge dalla noiosa vita di corte. Ritorna in seguito, mascherando il suo volto per aiutare Saburo usando il nome di Akechi Mitsuhide.
Kichō (帰蝶?)
Doppiata da Nana Mizuki
È la moglie di Nobunaga, figlia di Saitō Dōsan.
Kinoshita Tōkichirō (木下藤吉郎?)
Doppiato da Yūichi Nakamura
Di umili origini, serve inizialmente il clan Imagawa, per poi seguire Saburo, diventando un fedele. È proprio Saburo a dargli un nuovo nome, ovvero Hideyoshi Toyotomi, storicamente successore di Nobunaga nell'unificazione del Giappone.
Oichi (お市?)
Doppiata da Aoi Yūki
Sorella minore di Nobunaga, data in moglie a Azai Nagamasa

### Altri personaggi
Ikeda Tsuneoki (池田恒興?)
Doppiato da Kazuyuki Okitsu
Shibata Katsuie (柴田勝家?)
Doppiato da Rikiya Koyama
Maeda Toshiie (前田利家?)
Doppiato da Shintarō Asanuma
Sassa Narimasa (佐々成政?)
Doppiato da Kenta Miyake
Niwa Nagahide (丹羽長秀?)
Doppiato da Shinya Takahashi
Takugen (沢彦?)
Doppiato da Ken'ichi Ogata
Tokugawa Ieyasu (徳川家康?)
Doppiato da Jun Fukuyama, Nozomi Masu (giovane)
Takenaka Hanbei (竹中半兵衛?)
Doppiato da Takahiro Sakurai
Azai Nagamasa (浅井長政?)
Doppiato da Ryōhei Kimura
Azai Hisamasa (浅井久政?)
Doppiato da Akio Nojima
Endo Naotsune (遠藤直経?)
Doppiato da Takaya Hashi
Isono Kazumasa (磯野員昌?)
Doppiato da Jun Hazumi
Mori Yoshinari (森可成?)
Doppiato da Ryō Sugisaki
Mori Nagayoshi (森長可?)
Doppiato da Hiroyuki Yoshino
Mori Ranmaru (森蘭丸?)
Doppiato da Ayumu Murase
Mori Bōmaru (森坊丸?)
Doppiata da Marie Miyake
Mori Rikimaru (森力丸?)
Doppiato da Nichika Oomori
Ashikaga Yoshiaki (足利義昭?)
Doppiato da Tomokazu Sugita
Matsunaga Hisahide (松永久秀?)
Doppiato da Takaya Kuroda
Oda Nobuyuki (織田信行?)
Doppiato da Kōki Uchiyama
Hirate Masahide (平手政秀?)
Doppiato da Motomu Kiyokawa
Saitō Dōsan (斎藤道三?)
Doppiato da Yōsuke Akimoto
Hori Hidemasa (堀秀政?)
Doppiato da Akira Ishida
Hachisuka Koroku (蜂須賀小六?)
Doppiato da Takashi Matsuyama
Yasuke (弥助?)
Doppiato da Kōichi Yamadera
Saitō Yoshitatsu (斉藤義竜?)
Doppiato da Kenji Hamada
Asakura Kagetake (朝倉景健?)
Doppiato da Hiroshi Naka
Narratore
Doppiato da Shun Oguri

## Manga
Ha vinto il premio Shogakukan per i manga nella categoria shōnen nel 2011. È stato candidato per la quinta edizione del Manga Taishō.

## Anime
L'adattamento animato è stato prodotto da Fuji TV e trasmesso tra il 12 luglio e il 20 settembre 2014. La sigla di chiusura è "Fukagyaku Replace" dei My First Story.

### Episodi
| Nº | Titolo italiano Giapponese 「Kanji」 - Rōmaji                     | In onda           | In onda |
| Nº | Titolo italiano Giapponese 「Kanji」 - Rōmaji                     | Giapponese        |         |
| 1  | Saburō Nobunaga 「サブロー信長」 - Saburō Nobunaga                | 12 luglio 2014    |         |
| 2  | Kanshi 「諫死」 - Kanshi                                          | 19 luglio 2014    |         |
| 3  | La vipera di Mino 「美濃のマムシ」 - Mino no Mamushi              | 26 luglio 2014    |         |
| 4  | La battaglia di Okehazama 「桶狭間の戦い」 - Okehazama no tatakai | 2 agosto 2014     |         |
| 5  | Lettera d'amore 「らぶれたあ」 - Raburetaa                        | 9 agosto 2014     |         |
| 6  | Akechi Mitsuhide 「明智光秀」 - Akechi Mitsuhide                  | 16 agosto 2014    |         |
| 7  | Uccidi Nobunaga! 「信長を討て！」 - Nobunaga wo ute!              | 23 agosto 2014    |         |
| 8  | Un tradimento inaspettato 「まさかの裏切り」 - Masaka no uragiri  | 30 agosto 2014    |         |
| 9  | Una strada tortuosa 「イバラの道」 - Ibara no Michi               | 13 settembre 2014 |         |
| 10 | I due Nobunaga 「二人の信長」 - Futari no Nobunaga                | 20 settembre 2014 |         |

## Dorama e Film live action
Il dorama è stato prodotto e andato in onda su Fuji TV dal 13 ottobre al 22 dicembre 2014, per un totale di undici episodi. Shun Oguri ha interpretato i ruoli di Saburō e Oda Nobunaga.
Un film live action è uscito nei cinema giapponesi a dicembre 2015.